# キャデラック・ATS
ATS (エーティーエス)は、GMが製造し、キャデラックブランドで販売されていた自動車である。

## 概要
CTSの下に位置する車種として開発され、2012年のデトロイトショーで発表。その後、同年8月より北米市場で発売を開始。追って、欧州市場や日本ならびに中国市場でも発売が開始された。
日本市場では2013年3月2日に発売された。日本仕様車には2.0Lの6AT車のみが設定される。
2013年には北米カー・オブ・ザ・イヤーを受賞している。

### メカニズム
“シグマ・アーキテクチャ”と呼ばれるシグマIIプラットフォームよりもさらに軽量・コンパクトを目指して開発された“アルファ・アーキテクチャ”と呼ばれる新開発のFR専用となるアルファプラットフォームを採用し、前後重量配分50:50を実現している。サスペンションは、リヤはCTSと同じマルチリンク式だが、フロントはよりコンパクトな新開発のストラット式を採用している（CTSはダブルウィッシュボーン式）。
エンジンは、「エコテック」と呼ばれる直4・2.0L直噴DOHCターボと直4・2.5L・直噴DOHCの2種、そして「LFX」と呼ばれるV6・3.6L直噴・DOHCが用意され、全エンジンに可変バルブ機構が備わる。トランスミッションについては全て6ATが基本だが、2.0Lのみオプションで6MTも選べる。また、全車にランフラットタイヤを装備するとともに、グレードによりブレンボ製のブレーキシステムも装備される。
ボディには高張力鋼を多用することで大幅な軽量化を実現。Dセグメントにおいて軽量な部類に入る。

### 装備
インテリアの最大の特徴として、SRXで先行発表されたCUE（Cadillac User Experience）が装わる。これはオーディオやエアコンなどの操作をモニターを介してスマートフォンのように操作できるシステムであり、加えてCUEの場合は決定時に軽微な振動を与えることでよりわかりやすくしている。